# Superfície Costa

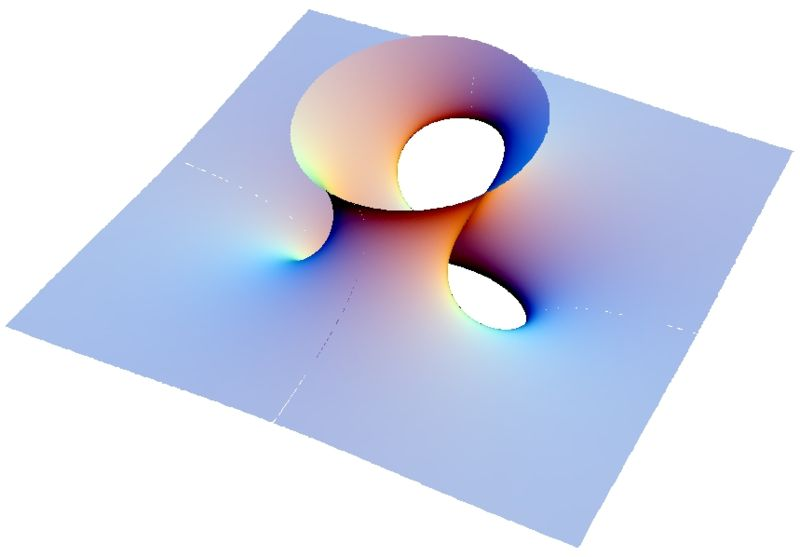
Representação de uma superfície Costa.

A Superfície Costa é uma das 4 primeiras superfícies mínimas descobertas, que como tal é um objeto 3D que possui algumas particularidades matemáticas. Os outros 3 únicos exemplares de sua classe conhecidos até então eram o catenoide (Leonhard Euler, 1760), o helicoide (Jean Baptiste Meusnier, 1776) e o plano. 
A Superfície Costa tem a forma de um toro com três buracos, e recebeu esse nome pois foi descoberta em 1982, pelo matemático brasileiro Celso José da Costa, como parte de sua tese de doutorado no IMPA, resolvendo um antigo problema na área das superfícies mínimas. Seu trabalho acabou dando origem a uma série de pesquisas que resultaram na descoberta de novas superfícies, teoremas e novos problemas matemáticos. Posteriormente, a descoberta do brasileiro acabou influenciando também o desenvolvimento da computação gráfica. Em vista da importância desta descoberta, Celso José da Costa recebeu do Ministério da Ciência e Tecnologia, em 1998, a medalha "Ordem Nacional do Mérito Científico na classe de Comendador".
Em 1984, J. Hoffman, D. Hoffman e W. W. Meeks, da Universidade de Massachusetts, conseguiram criar sua imagem computacional.

## Descoberta
Celso José da Costa analisava pesquisas do século XIX, mais especificamente do matemático alemão Karl Weierstrass, que conseguiu seu título de doutor honoris causa por desenvolver uma série de ferramentas matemáticas e dar maior rigor às provas de teoremas. Assim, Celso José da Costa tentava descobrir em seu doutorado uma nova figura geométrica. O que Costa buscava era descrever matematicamente a forma de novas superfícies mínimas. Segundo o próprio Costa, a ideia surgiu após o mesmo assistir a um filme: "Eu assistia a um filme sobre escola de samba e um sambista desfilava com um bizarro chapéu de três abas. Naquele momento tive a inspiração crucial e final do modo como a figura geométrica da superfície que eu buscava se apresentava no espaço."
A superfície de Costa pode ser matematicamente descrita usando as Funções zetas de Weierstrass e Funções elípticas de Weierstrass.